# المدرسة اليابانية في دبي
المدرسة اليابانية في دبي (باليابانية: ド バ イ 日本人 学校) هي مدرسة تُدرس المنهج الياباني تقع في منطقة الوصل في دبي. أنشأت الجالية اليابانية المدرسة في عام 1980. وتقع المدرسة بالقرب من شاطئ الجميرا.
يقع المبنى ذو اللون الوردي بجوار حرم المدرسة الثانوية الحديثة. وصرح فوميوشي سوزوكي، مدير المدرسة، في عام 2009 أن جميع خريجي مدرسته تقريبًا يعودون إلى اليابان للذهاب إلى المدرسة الثانوية.

## الروابط الخارجية
1. ↑  "Greetings from the Principal." Dubai Japanese School. Retrieved on September 8, 2009. [وصلة مكسورة] نسخة محفوظة 27 فبراير 2012 على موقع واي باك مشين.
2. ↑  "HighBeam Research". Wikipedia (بالإنجليزية). 7 Jul 2024.

## وصلات خارجية
- Dubai Japanese School (باليابانية)
  - English information
  - English information في أرشيف الإنترنت (Archive)